# فرودگاه آلینداو
فرودگاه آلینداو (به انگلیسی: Alindao Airport) یک فرودگاه همگانی است که یک باند فرود خاک رس دارد و طول باند آن ۷۹۲ متر است. این فرودگاه در شهر آلینداو کشور جمهوری آفریقای مرکزی قرار دارد و در ارتفاع ۴۴۸ متری از سطح دریا واقع شده است.